# برای قهرمانان خیلی دیر است (فیلم)
برای قهرمانان خیلی دیر است (انگلیسی: Too Late the Hero) فیلمی بریتانیایی-آمریکایی در سبک جنگی به کارگردانی رابرت آلدریچ است که در سال ۱۹۷۰ منتشر شد.

## بازیگران
- مایکل کین
- کلیف رابرتسون
- هنری فوندا
- کن تاکاکورا
- دنهلم الیوت
- ایان بانن
- هری اندروز
- پرسی هربرت
- دان نایت
- هاروی جیسون